# Jostein Flo
Jostein Flo (født 3. oktober 1964 i Flo, Norge) er en tidligere norsk fodboldspiller, der som angriber på Norges landshold deltog ved to VM-slutrunder (1994 og 1998). I alt nåede han at spille 53 kampe og score 11 mål for landsholdet. Han spillede ofte en helt afgørende rolle i det norske spillesystem, idet holdets i 1990'erne så karakteristiske lange afleveringer som oftest var rettet mod netop ham.
På klubplan spillede Flo i hjemlandet hos Molde FK, Sogndal og Strømsgodset. Derudover havde han udlandsophold hos Lierse SK i Belgien og Sheffield United i England.
Flo er storebror til en anden norsk landsholdsspiller i fodbold, Tore André Flo, og fætter til en tredje, Håvard Flo. De tre var alle med i truppen ved VM i 1998.